# Eric Andersen
Pour les articles homonymes, voir Eric Andersen (artiste) et Andersen.
Eric Andersen, né le 14 février 1943 à Pittsburgh (États-Unis), est un auteur-compositeur-interprète américain de musique folk qui a écrit des chansons pour Johnny Cash, Bob Dylan, Judy Collins, Linda Ronstadt, The Grateful Dead et bien d'autres.

## Biographie
Au début de sa carrière, dans les années 1960, il faisait partie de la scène folk de Greenwich Village. Après deux décennies et seize albums de performance solo, il est devenu membre du groupe Danko / Fjeld / Andersen.

## Héritage musical
Au cours de sa longue carrière, Andersen a publié plus de 25 albums auxquels ont participé de nombreux artistes, dont Joan Baez, Dan Fogelberg, Al Kooper, Willie Nile, Joni Mitchell, Lou Reed, Leon Russell, Richard Thompson, Rick Danko, Garth Hudson, Eric Bazilian, Arlen Roth, Tony Garnier, Howie Epstein et bien d'autres. Ses chansons ont été enregistrées par des artistes du monde entier, notamment le Blues Project, Johnny Cash, Judy Collins, Peter, Paul & Mary, le Trio Mitchell, John Denver, les Dillards, Ricky Nelson, Fairport Convention, Grateful Dead, Ratdog (Bob Weir), Bob Dylan, Linda Ronstadt, Gillian Welch, Mary-Chapin Carpenter, Françoise Hardy, Rick Danko, Linda Thompson, The Kingston Trio et Pete Seeger.

## Sources
- James Ketchell, « "Review: So Much On My Mind by Eric Andersen" »(Archive.org • Wikiwix • Archive.is • Google • Que faire ?), 28 avril 2008, Rockbeatstone (August 2007).
- Documentary Film:The Songpoet (April 2012).
- "Greenwich Village: Music that defined a generation" (January 2013).
- "Greenwich Village: Music that defined a generation, DVD" (November 2013).
- "Dance of Love and Death" (January 2014).